# Ley de Reducción de la Inflación de 2022
La ley de Reducción de la Inflación de 2022 (IRA) es una ley federal de los Estados Unidos que tiene como objetivo frenar la inflación mediante la reducción del déficit, la reducción de los precios de los medicamentos recetados y la inversión en la producción de energía doméstica al tiempo que promueve la energía limpia. Fue aprobado por el 117.º Congreso de los Estados Unidos y promulgado como ley por el presidente Joe Biden el 16 de agosto de 2022. Es un proyecto de ley de reconciliación presupuestaria patrocinado por los senadores Chuck Schumer y Joe Manchin. El proyecto de ley fue el resultado de las negociaciones sobre la ley Build Back Better propuesta, que fue reducida y reelaborada integralmente a partir de su propuesta inicial luego de que Manchin se opusiera. Se introdujo como una enmienda a la ley Build Back Better y se sustituyó el texto legislativo.
La ley, tal como fue aprobada, recaudará 738 000 millones de dólares y autorizará 391 000 millones en gastos en energía y lucha contra el cambio climático, 238 000 millones en reducción del déficit, tres años de subsidios de la ley del Cuidado de Salud a Bajo Precio, reforma de medicamentos recetados para reducir los precios y reforma tributaria. La ley representa la mayor inversión para abordar el cambio climático en la historia de los Estados Unidos. También incluye un esfuerzo de expansión y modernización del Servicio de Impuestos Internos (IRS). Según varios análisis se prevé que la ley reduzca las emisiones de gases de efecto invernadero de EE. UU. en 2030 a un 40 % por debajo de los niveles de 2005. Se cuestiona el impacto proyectado del proyecto de ley sobre la inflación.

## Respuesta de la Unión Europea
En enero de 2023, durante el Foro Económico Mundial, la presidenta de la Comisión Europea, Ursula von der Leyen, anunció el Plan Industrial del Pacto Verde que busca contrarrestar el impacto de las subvenciones para atraer las «capacidades industriales a China o a otros lugares» en la economía comunitaria y desarrollar una legislación para un tejido de cero emisiones con «objetivos claros» antes de 2030. Según Von der Leyen, el plan pretende abarcar la cualificación profesional, el entorno normativo, la financiación y el comercio internacional, centrándose en agilizar permisos para facilitar la inversión en los sectores cruciales de la cadena de suministro para alcanzar el objetivo de cero emisiones netas. Para tal fin, la Comisión Von der Leyen presentará una ley de Industria Cero Neto, similar al proyecto legislativo sobre semiconductores, que fijará objetivos "claros" para la tecnología limpia europea a partir de 2030.